# 池田知聡
池田 知聡（いけだ ともあき、1976年6月12日 - ）は、日本の声優、舞台俳優。声の劇団イマージュ所属。宮崎県宮崎市出身。

## 略歴
幼い頃から映画好きであり、中学生の頃には俳優になりたいと考えていた。父親代わりの祖父の死がきっかけで、高校卒業後宮崎から上京し、日活芸術学院に入学。
俳優課に入ったが、一クラス60人ぐらいおり、その時は番が回って来なかったため、授業を終えると「意味ないな」と感じていた。バイト先の先輩からは「どちらも同じような事しかやらないから、人数少ない方に言った方がいいよ」と言われた。その後声優課に移り、知り合った劇団の演出の講師に、外国映画の吹き替えなどの仕事を貰ったりしながら、声優としての活動を始める。
同学院後、声の劇団イマージュ付属研究所4期生を経て、声の劇団イマージュ所属。

## 人物
声種はバリトン。
方言は宮崎弁。
地元宮崎を中心に活動中で、アフレコの仕事の時だけ上京している。
アニメのディレクターが偶々芝居を見に来ていたが、その時に老け役を偶々演じており、そのイメージから老け役の依頼が多い。
資格は普通自動車免許。特技は野球。

## 出演

### テレビアニメ
2002年
- おジャ魔女どれみ ドッカ〜ン!（アンリ）
- デジモンフロンティア（キャンドモン、カラツキヌメモン、ベーダモン）

2003年
- 明日のナージャ（執事）

2004年
- かいけつゾロリ（サンタポリス）

2005年
- 金色のガッシュベル!（老人）
- 甲虫王者ムシキング 森の民の伝説（村人）
- 舞-HiME（輪島）
- 舞-乙HiME（2005年 - 2006年、アルゴス十四世、男）
- まじめにふまじめ かいけつゾロリ（2005年 - 2006年、警備員、警官A、農夫、農民C、参加者 他）

2006年
- NANA（老社員）
- 働きマン（サラリーマン）

2007年
- Yes!プリキュア5（2007年 - 2008年、じいや） - 2シリーズ
- クレヨンしんちゃん（2007年 - 、小山よし治〈2代目〉）

2008年
- 忍たま乱太郎（2008年 - 2019年、灰洲井溝〈2代目〉、忍者、ヤケアトツムタケ忍者、里芋行者〈3代目〉、男の声 他）
- 名探偵コナン（2011年 - 2015年、三船龍一、男性客、白バイ警官）

2014年
- となりの関くん（理科の先生、アナウンス）

2023年
- キボウノチカラ〜オトナプリキュア'23〜（坂本）

### 劇場アニメ
- 名探偵コナン 天空の難破船（2010年、石本順平）

### OVA
- 頭文字D Extra Stage 2（2008年、茶髪B）

### Webアニメ
- バキ（2020年、李海王[5]）

### ゲーム
2000年代
- ディジタル・ホームズ（2001年、ポール・ミラー）
- 龍が如く（2005年）
- スーパーロボット大戦OG ORIGINAL GENERATIONS（2007年、修羅兵）
- スーパーロボット大戦Z（2008年、チラム艦長、チラム兵）

2010年代
- 第2次スーパーロボット大戦Z 再世篇（2012年、FB隊員）
- スーパーロボット大戦Operation Extend（2013年）
- 第3次スーパーロボット大戦Z 時獄篇（2014年、宇宙魔王兵、FB隊員）

### ドラマCD
- 殻ノ少女・2・ネアニスの卵（西藤環）
- 殻ノ少女・3・シェオルの殻（西藤環）
- LOVELESS（教授）

### 吹き替え

#### 映画
- アルナーチャラム 踊るスーパースター
- イン・ジャングル 地獄からの脱出
- カンフーシェフ（ホアン・ピンチ―）
- サバイブ・ルーム（ニコラ）
- 千年湖（ムンス大臣）
- デッドヒート・コネクション（トニー）
- ブラック・スコルピオン

#### ドラマ
- カエルになった王子様（シャン会長 他）
- 新酔拳（グェイ長官）
- 四姉妹物語（ミン会長 他）

### CM
- 富乃露酒造店 日向あくがれ 芋焼酎（ナレーション）
- フェニックスカントリークラブ

### 映画
- ここに生きる〜赤ちゃんが微笑むと天気がよくなる（ナレーション）

### ラジオドラマ
- MRTラジオシアター「それでも僕は、君の手を離さない。」（ユイの父親）

### その他コンテンツ
- 宮日文化情報センター 宮日カルチャーMRTミック教室 声優初級講座講師

### シリーズ一覧
1. ↑  『Yes!プリキュア5』（2007年）、続編『Yes!プリキュア5GoGo!』（2008年）